# Marcellinara
Marcellinara är en ort och kommun i provinsen Catanzaro i regionen Kalabrien i Italien. Kommunen hade 2 243 invånare (2018).